# Авеню 5 (телесеріал)
«Авеню 5» (англ. Avenue 5) — американський науково-фантастичний комедійний телевізійний серіал, створений за участі Армандо Януччію. Прем'єра серіалу відбулася на телеканалі HBO 19 січня 2020 року. Тривав 9 епізодів, закінчившись 15 березня 2020. В 2022 продовжений на другий сезон з 8-ми епізодів, що почали виходити з 10 листопада. У лютому телесеріал була закрито після двох сезонів.
Дія «Авеню 5» відбувається у майбутньому, у 2060-х роках, переважно в космосі. Туристичний космічний корабель «Авеню 5» корпорації «Галактика Джадда» зазнає аварії під час круїзу навколо Сатурна. Замість восьми тижнів шлях до Землі зростає до трьох років. Пасажири, та й більшість екіпажу, з'ясовують, що корабель повністю автоматичний, капітан і команда — найняті актори, які уявлення не мають, як поводитися в критичній ситуації, а один із двох справжніх інженерів, які стежать за обладнанням, загинув під час виходу у відкритий космос.

## Сюжет

### Перший сезон
«Авеню 5» — розкішний космічний лайнер, один з кількох, які належать мільярдеру Герману Джадду. Під час польоту повз Сатурн стається аварія, що збиває корабель з курсу. Головний інженер гине під час виходу в космос і капітан Раян Кларк намагається виправити становище. Раян однак не справжній капітан, а актор, як і техніки, навігатори й т.д., які лише зображають керування кораблем для пасажирів. Насправді «Авеню 5» виявляється автоматичним. Герман Джадд, другий інженер Біллі МакЕвой, і асоційована власниця лайнера Айріс Кімура спантеличені цим відкриттям. Керівник відділу зв'язків із клієнтами Метт Спенсер намагається донести пасажирам новину, що за новим курсом «Авеню 5» повернеться до Землі не за 8 тижнів, а за 3 роки. Становище погіршує й те, що труна із загиблим техніком, викинута в космос, стає штучним супутником «Авеню 5».
Кларк досліджує корабель, поки серед пасажирів зростає обурення. Якість обслуговування падає, а команда й далі не знає як пришвидшити політ. Кларк отримує інструкції від Біллі як керувати системами лайнера, в пасажири в той час стикаються з нудьгою та розчаруванням одне в одному. Герман намагається втримати становище лідера, сиплючи дошкульними жартами, втім, йому не вельми вдається.
На кораблі стається аварія в системі зберігання відходів, через що навколо лайнера виникає кільце фекалій. Його намагаються знищити з допомогою лазера, та це не допомагає. Раян виходить з Біллі в космос аби полагодити витік, що транслюється на Землю. Рав Мулкер, керівниця управління космічних місій, задумує зібрати від прямого ефіру кошти для рятувальної місії, проте спроба провалюється. На лайнері ширяться чутки, що пасажирів покинуть напризволяще або викинуть в космос.
Рав вирушає до «Авеню 5» на шаттлі забрати Джадда. Капітан в той час розробляє план — викинути за борт зайвий багаж аби розігнати корабель. Джадд, вкотре посварившись із Кларком, звільняє його, а той покладає всі обов'язки на Джадда. Колишній астронавт Спайк Вільямс розповідає пасажирам, що команда несправжня. Це спонукає пасажирів думати, що й увесь політ несправжній, а вони досі на Землі. Кілька людей виходять у шлюз, де гинуть, але ще кількох це не зупиняє. Метт змінює код від шлюзу, що стає на заваді викиданню багажу. Розшукавши його, Кларк організовує порятунок корабля, саме коли прилітає шаттл. Команда вирішує, що полетіти на Землю повинен Кларк, але його місце на шаттлі займає Айріс. Розгніваного капітана, втім, навколишні визнають справжнім капітаном. Баласт викидається, та виявляється, що його склали не в ті шлюзи. Як наслідок, політ подовжується до 8-ми років.

### Другий сезон
Минуло п'ять місяців, Кларк приховує від пасажирів правду про подовження польоту та дізнається, що на борту перебуває Чарльз, чоловік його нової подруги Єлени. Рав пропонує замкнути половину екіпажу, але це відхиляється. «Авеню 5» небезпечно наближається до Сонця, що зумовлює евакуацію людей на неосвітлений бік лайнера. На Землі тим часом намагається зібрати гроші на рятувальну місію через драматичний серіал про політ «Авеню 5». Вона дізнається секретну інформацію про те, що Земля зіткнулася з дефіцитом літію. Сподіваючись використати це, щоб отримати підтримку для рятувальної місії, Айріс летить назад на «Авеню 5».
Через спеку гинуть вугрі, головне джерело їжі на борту. Екіпаж вирішує попросити допомоги на космічній станції «Stormfalcon», яка виявляється в’язницею. Доводиться вживати незвичайних заходів безпеки, щоб фахівці з в’язниці виконали ремонт. Між тим ширяться чутки, що один в’язень-канібал сховався серед пасажирів. Кларк, Біллі та Рав випадково виказують справжнє становище «Авеню 5», а Джадд розповідає через серіал про брак літію.
На «Авеню 5» спалахує бунт, пасажири хочуть убити Кларка, який разом із Джаддом здається.  Після того як Єлена та Чарльз рятують його, Кларк закликає обрати «доброго диктатора», щоб навести лад. Однак, на цю посаду знову обирають Кларка. На Землі в той час приймають рішення знищити «Авеню 5». Джадд відкриває астероїд, багатий літієм, і задумує скористатися цим, щоб змусити політиків до порятунку лайнера. Але ракета вже запущена в «Авеню 5» і її неможливо спинити.
Джадд доручає штучному інтелекту врятувати більшу частину екіпажу «Авеню 5». ШІ розробляє план перемістити людей з високим рейтингом, обрахованим за різними параметрами, в ту частину лайнера, що постраждає найменше. Отож, пасажири всіляко намагаються підвищити свій рейтинг. Айріс підвищує рейтинг, народивши дитину. Кларк готовий пожертвувати собою заради Єлени, тоді як Біллі підозрює, що ракета влучить туди, де збереться найбільше людей.
Поділ екіпажу за рейтингом призводить до того, що обладнання для підтримання життя опиняється в одній частині, а фахівці для його обслуговування в іншій. Єлена бажає вийти заміж і за Кларка, і за Чарльза до ракетного удару, але Кларк одружується з Чарльзом (і, можливо, з Карен) після того, як Рав обірвала відеозв’язок із Єленою. Спайк, помилково думаючи, що він смертельно хворий, вирушає завадити ракеті. Він змушує її поцілити в астероїд. Кларк і Біллі користуються цим, щоб змусити землян дати дозвіл на рятувальну місію.

## У ролях
- Г'ю Лорі в ролі Раяна Кларка, капітана «Авеню 5».
- Сьюзі Накамура — Айріс Кімура, асоційована власниця «Авеню 5».
- Ребекка Фронт — Карен Келлі, пасажирка на борту «Авеню 5».
- Зак Вудс — Метт Спенсер, керівника відділу зв'язків із клієнтами на «Авеню 5».
- Джош Ґад — Герман Джадд, власник-мільярдер «Авеню 5».
- Ніккі Амука-Бьорд — Рав Мулкер, керівник управління місій.
- Ленора Крічлоу — Біллі МакЕвой, другий інженер на «Авеню 5».
- Етан Філіпс — Спайк Вільямс, колишній астронавта, який зараз є бабієм-алкоголіком.
- Хімеш Патель — Джордан Хатвал, комік, який проживає на «Авеню 5».

## Виробництво

### Початок
25 вересня 2017 року стало відомо, що HBO зробив пілотне замовлення на новий комедійний серіал, створений Армандо Іаннуччі, який також мав взяти на себе роль сценариста та виконавчого продюсера. Окрім пілотного замовлення, у мережі також повідомлялося про замовлення резервних сценаріїв.

### Кастинг
У серпні 2018 року оголошено, що Г'ю Лорі та Сюзі Накамура знялися в головних ролях пілотної серії. 7 листопада 2018 року повідомлялося, що Ребекка Фронт приєдналася до пілотної серії у ще одній головній ролі.

### Фільмування
Основна зйомка пілотної серії відбулася у 2018 році в Лондоні, Англія. Під час зйомок, що проходили в Warner Bros. Студії, Leavesden у липні 2019 року, пожежа пошкодила одну з локацій.

### Продовження
Плани продовжити серіал на другий сезон повідомили в лютому 2020, перед початком пандемії COVID-19. Через пандемію фільмування відклали на кінець 2021 року, а випуск — на 10 листопада 2022.